# Niederhaslach
Niederhaslach is een gemeente in het Franse departement Bas-Rhin (regio Grand Est). De plaats valt onder het arrondissement Molsheim en is sinds de oprichting op 1 januari 2015 onderdeel van het kanton Mutzig. Daarvoor was hoorde het tot het kanton Molsheim. Niederhaslach telde op 1 januari 2022 1.382 inwoners.

## Geografie
De oppervlakte van Niederhaslach bedroeg op 1 januari 2022 6,63 vierkante kilometer; de bevolkingsdichtheid was toen 208,4 inwoners per km².

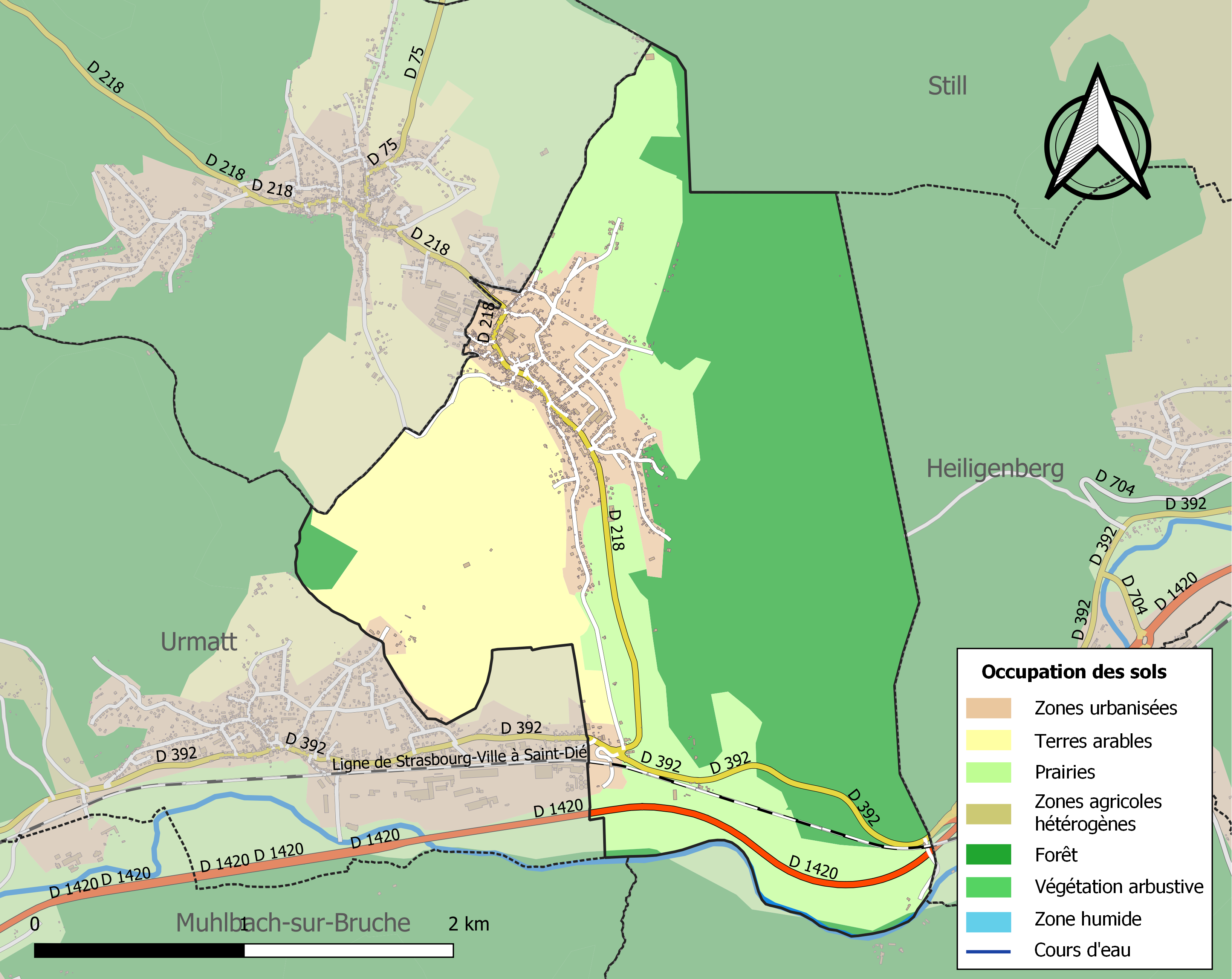
Kaart van de gemeente met de belangrijkste infrastructuur, bodemgebruik en omliggende gemeenten

## Demografie
Onderstaande figuur toont het verloop van het inwonertal (bron: INSEE-tellingen).